# Port lotniczy Jersey

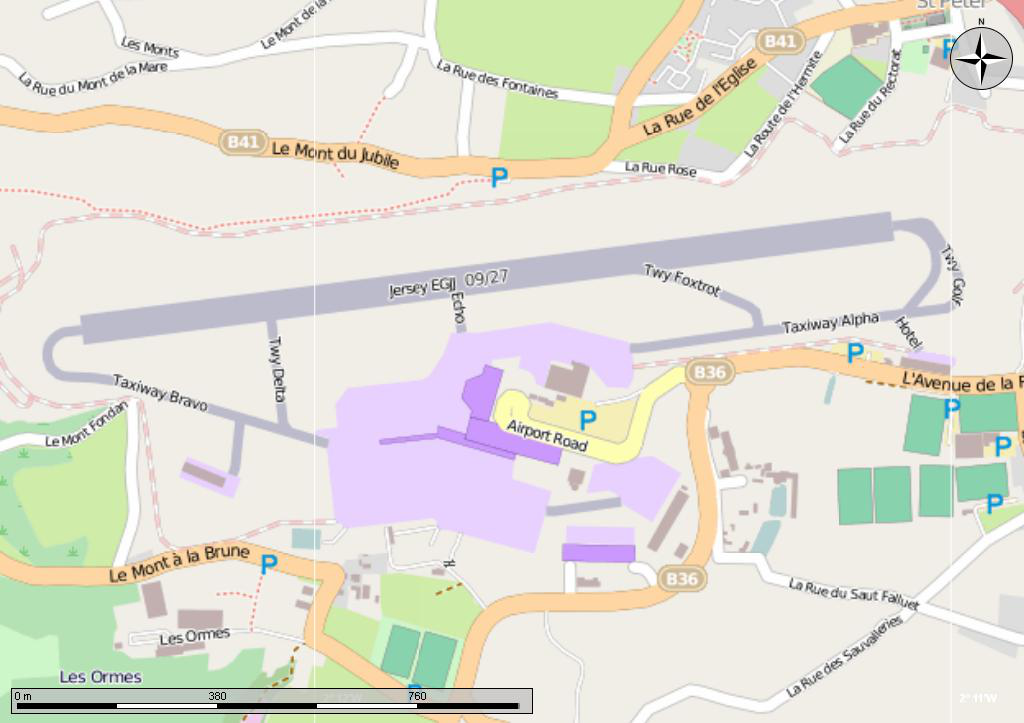
Plan portu lotniczego na wyspie Jersey

Port lotniczy Jersey (IATA: JER, ICAO: EGJJ) – port lotniczy położony w Saint Peter, na wyspie Jersey. Jest bazą operacyjną lokalnej linii lotniczej – Blue Islands.
Lotnisko na Jersey otwarto w 1937 roku, obsługuje ono obecnie lokalny ruch lotniczy pomiędzy Wyspami Normandzkimi oraz połączenia z wysp do Wielkiej Brytanii oraz czarterowe loty do Portugalii.
Obecnie znajdujący się i wykorzystywany na lotnisku terminal pochodzi z 1997 roku.

## Historia

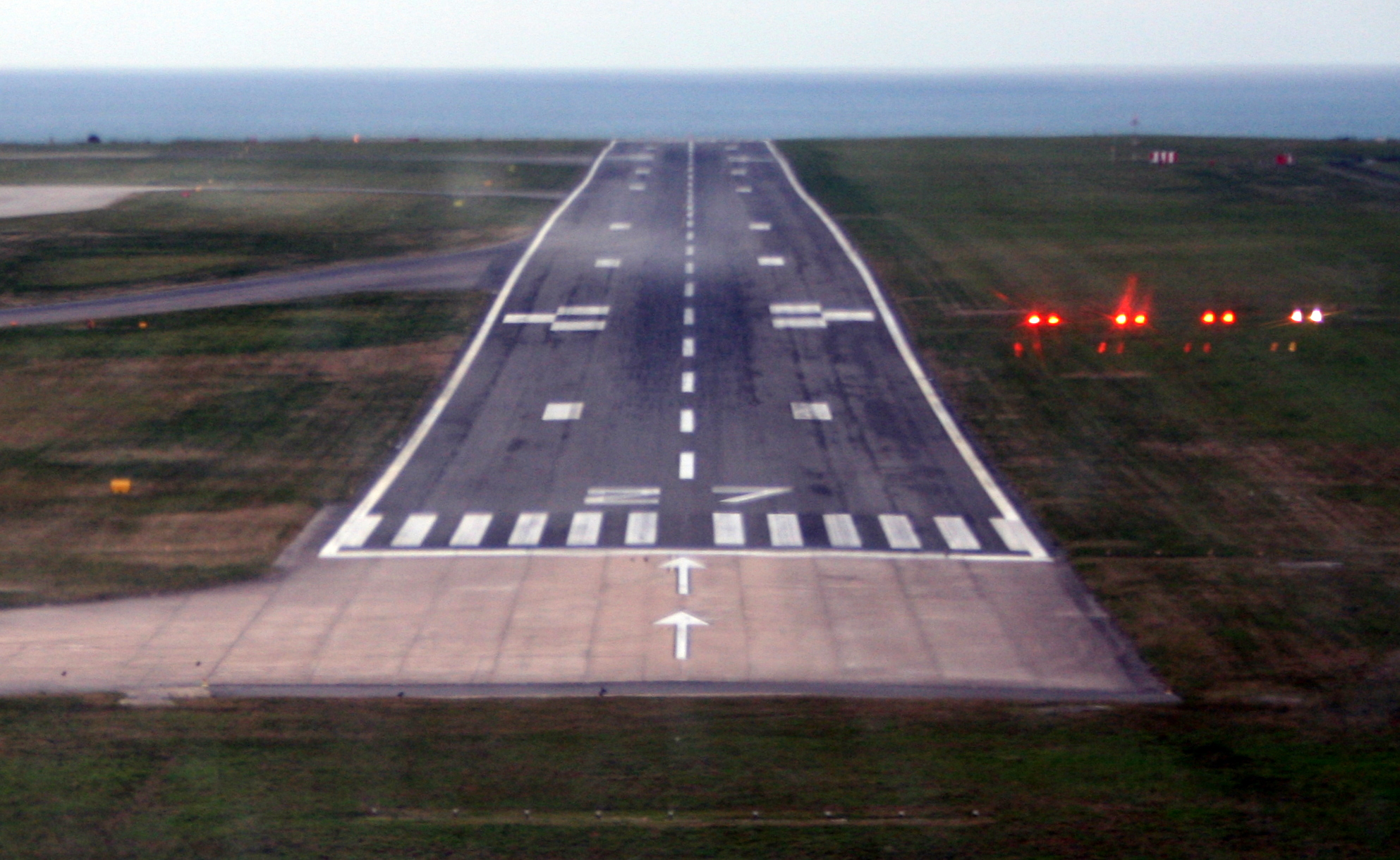
Pas startowy lotniska Jersey

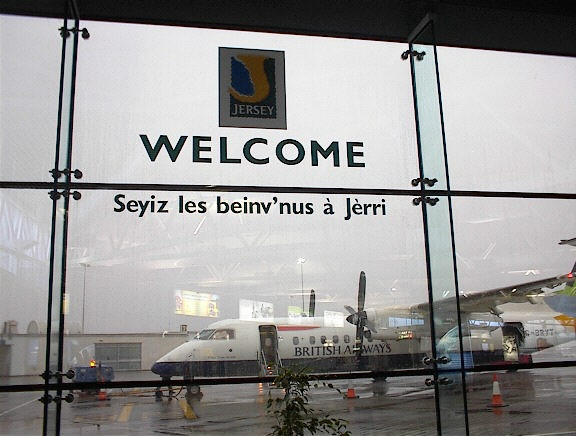
Powitanie w dwóch językach na lotnisku Jersey; na górze widać powitanie w języku angielskim, poniżej powitanie w regionalnym języku Jèrriais

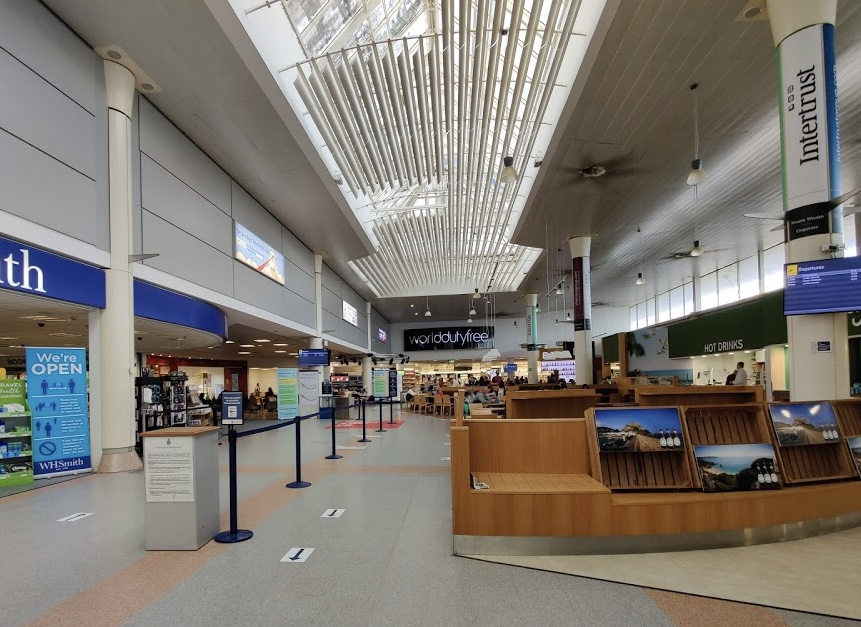
Wnętrze terminala na lotnisku Jersey (stan na rok 2020)

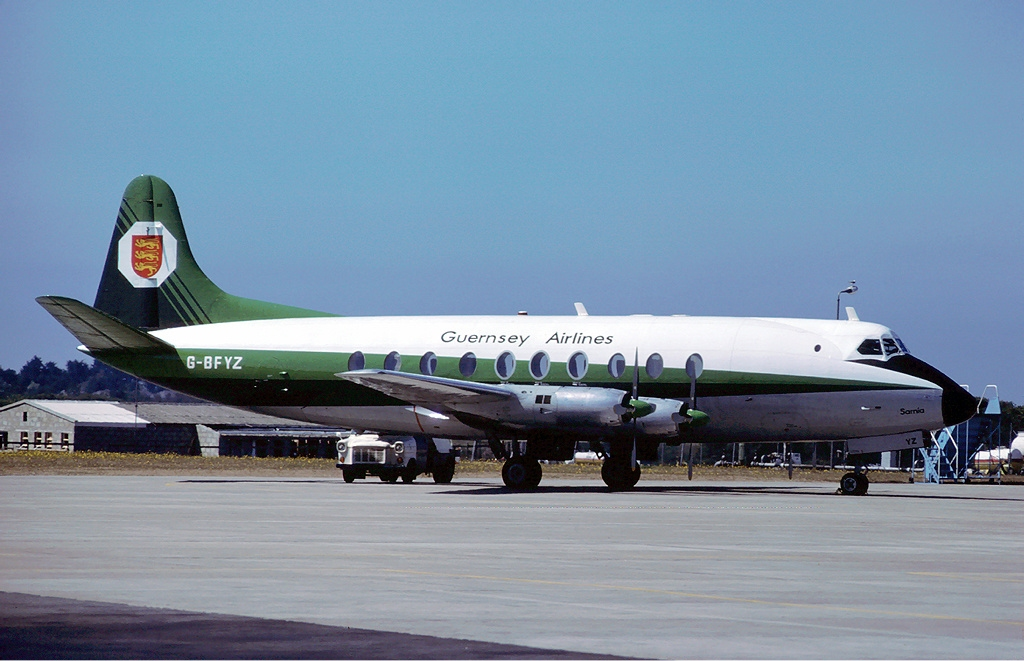
Samolot Vickers Viscount linii Guernsey Airlines (1979)

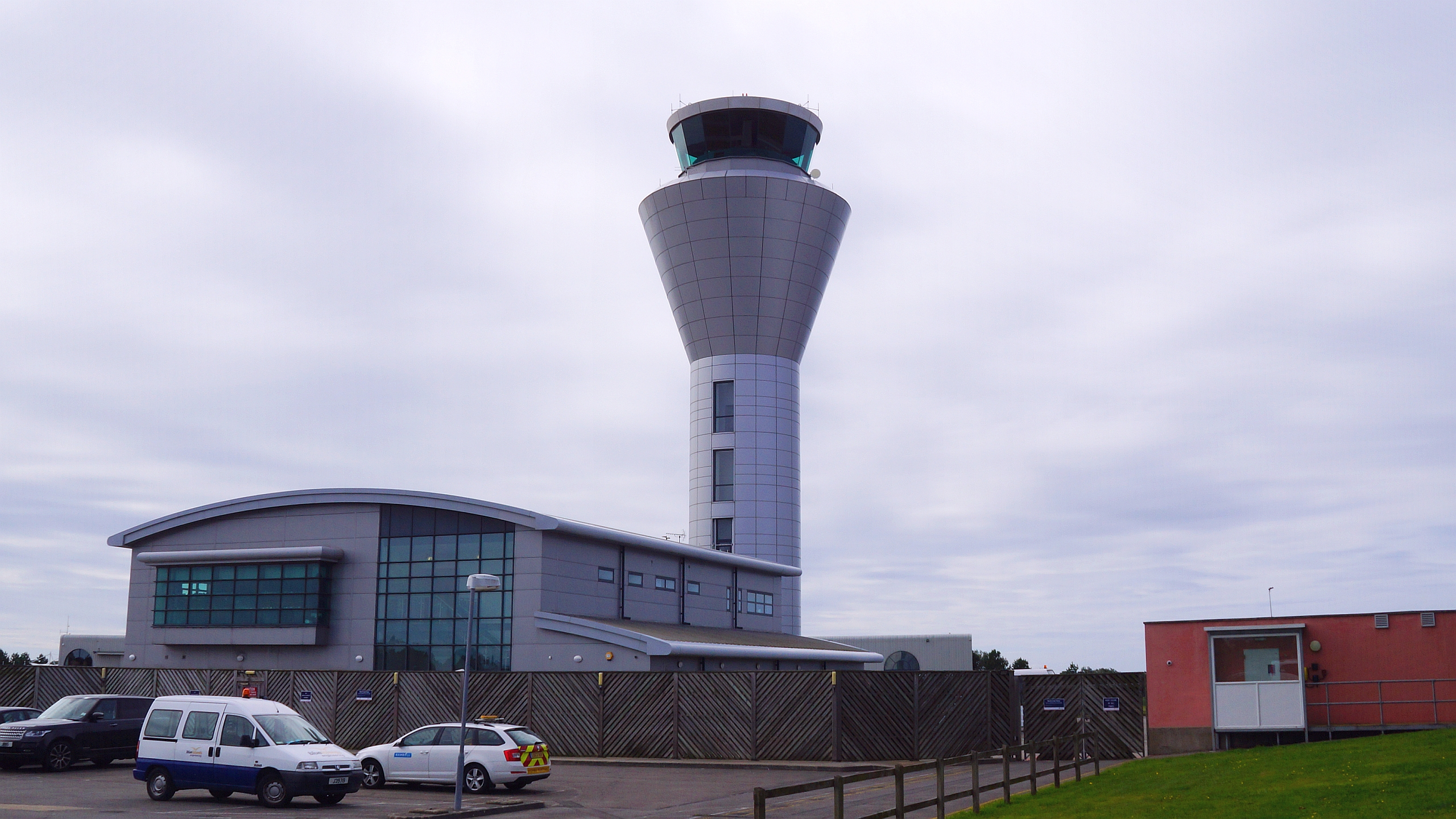
Wieża kontroli lotów na lotnisku Jersey oddana do użytku w 2010 roku

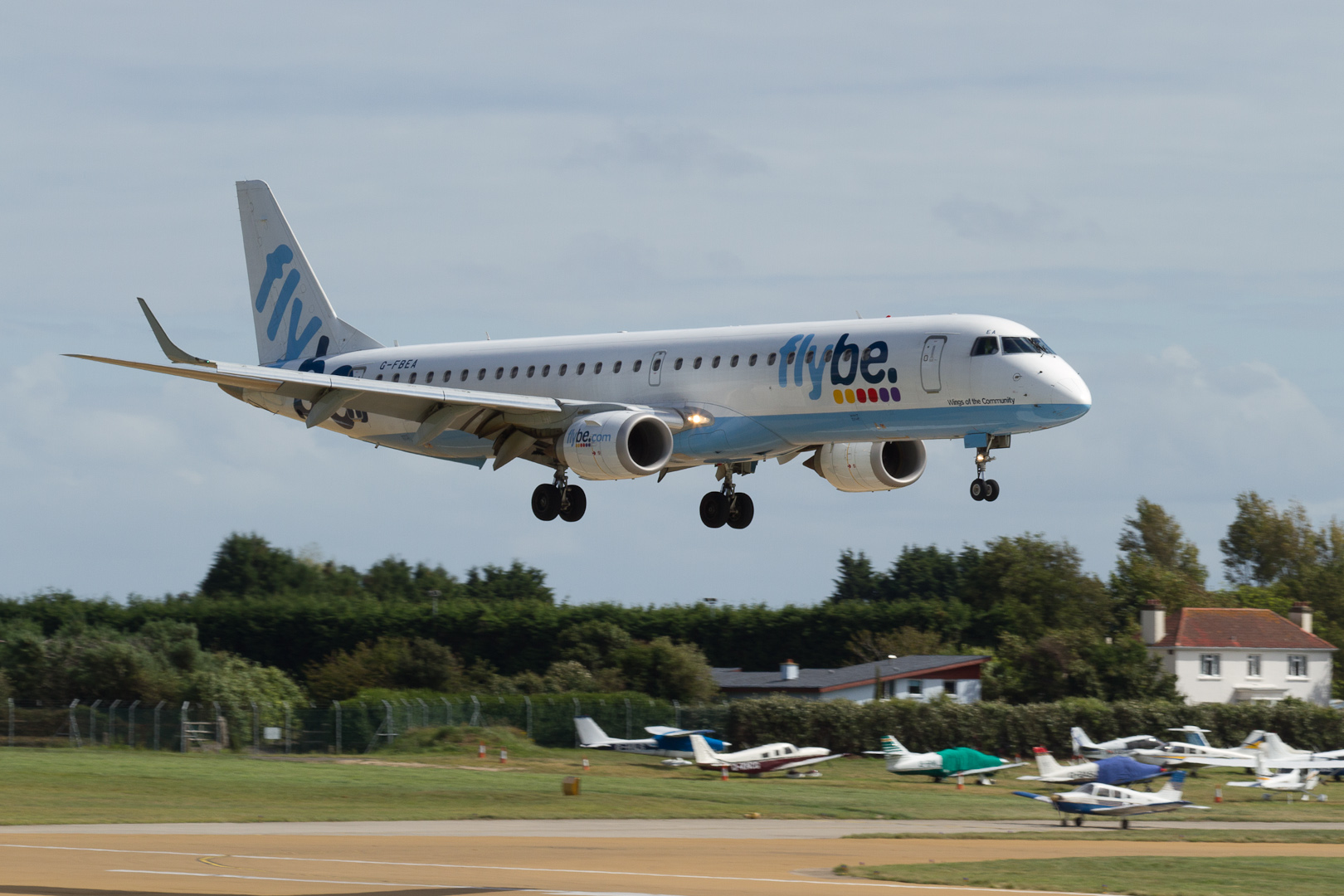
Embraer 190 linii Flybe ląduje na lotnisku Jersey

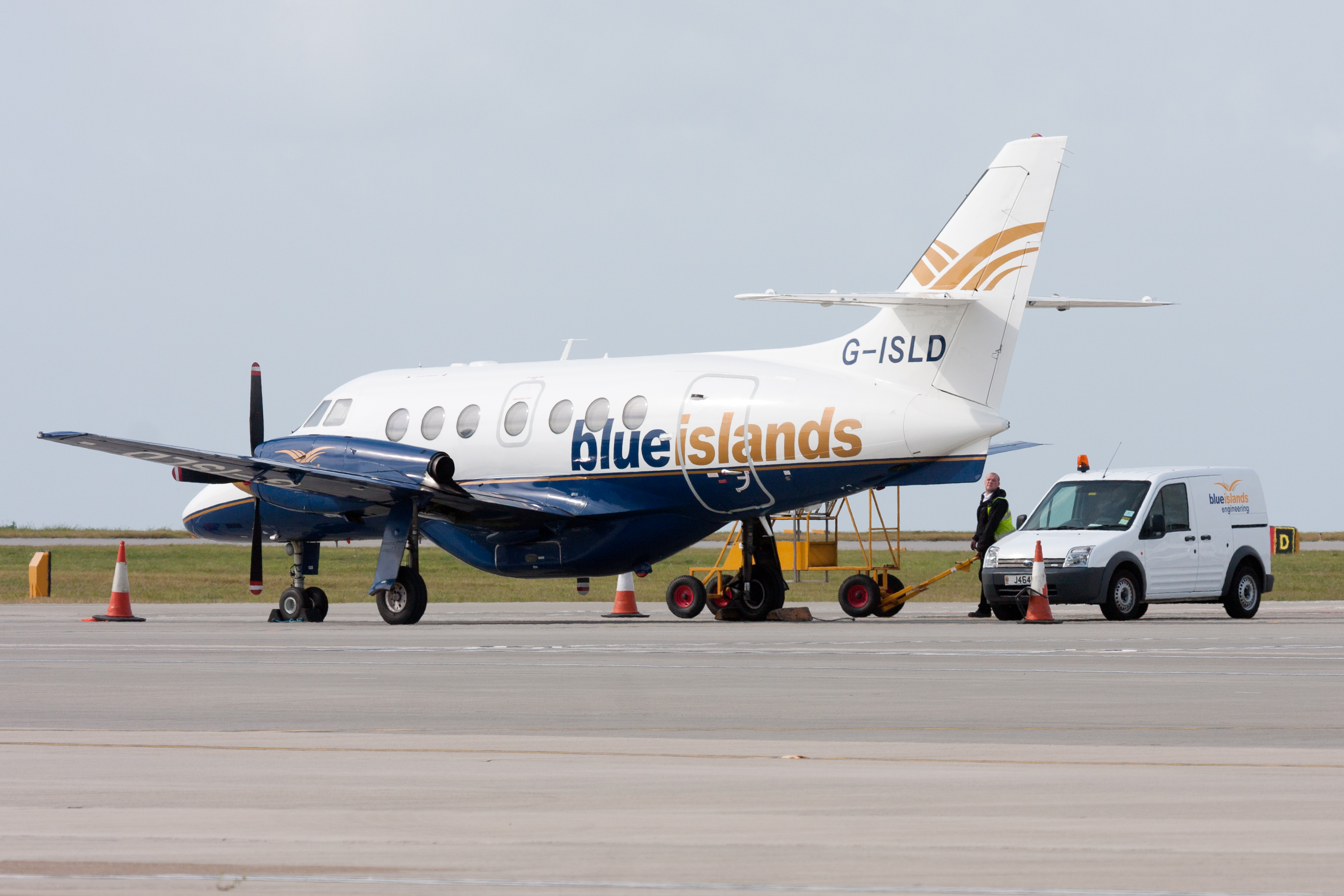
BAe Jetstream 31 linii Blue Islands – regionalnej linii lotniczej z Wysp Normandzkie stoi na płycie postojowej

### Pierwsze samoloty
Pierwszy samolot na wyspie Jersey pojawił się w sierpniu 1912 roku, wylądował on na plaży w okolicach West Park, na południowym wybrzeżu wyspy
W kolejnych latach na Jersey przylatywały samoloty, jednak ich ruch był ograniczony ze względu na to, że na wyspie nie było lotniska. Wszystkie ówcześnie odbywające się na wyspie operacje lotnicze musiały odbywać się na plaży, przez co były one uzależnione od pływów morskich.

### Lata 30 i 40 XX wieku

#### Starania o wybudowanie lotniska
Spoglądając na rosnące znaczenie i popularność podróży lotniczych, Jersey Chamber of Commerece (Izba Handlowa z Jersey) kierowała prośby do lokalnego rządu o wybudowanie lotniska. W końcu po wielu naleganiach, w 1934 roku rząd zgodził się i przyjął koncepcje budowy portu lotniczego; na ten cel zakupiono w Saint Peter, w zachodniej części wyspy ziemie pod budowę nowego lotniska. Wkrótce po zakupie ziem przystąpiono do budowy.

#### Po otwarciu
Lotnisko na Jersey zostało oficjalnie otwarte 10 marca 1937 roku. Wybudowano je za łączną 127 000 funtów. Infrastrukturą nowo wybudowanego lotniska był pas startowy z trawiastą nawierzchnię o długość 980 jardów (ok. 896 metrów), dwa hangary oraz budynek terminala z wieżą kontroli lotów.
W ciągu pierwszego roku od otwarcia z lotniska na Jersey skorzystało ok. 20 000 podróżnych (wielu z tych pasażerów przyleciało na wakacje na wyspie). Oprócz wzmożonego ruchu turystycznego i możliwości szybszego dostania się na kontynent lub na Wyspy Brytyjskie mieszkańcy Jersey cieszyli się codziennie dostarczaną pocztą i gazetami z miejsc poza wyspą, szybki dostępem do towarów oraz lepszą i szybciej działającą służbą ratownictwa morskiego. Dzięki tym wszystkim nowym możliwościom wyspiarze byli bardzo zadowoleni z działalności lotniska.
W marcu 1940 roku w czasie świąt Wielkanocnych (mimo trwającej wojny) na lotnisku nastąpił wielki ruch turystyczny, który z czasem okazał się ostatnim przed okupacją większym „szturmem” turystów na wyspę.

#### Ewakuacja i okres okupacji
W czerwcu 1940 wszystkie rozkładowe operacje lotnicze zostały zawieszone, lotnisko służyło wówczas jako punkt postojowy dla samolotów ewakuowanych z Francji. Oprócz przystanku dla samolotów, lotnisko służyło też jako miejsce lądowania samolotów które ewakuowały turystów oraz część ludności wyspy.
Na początku lipca 1940 wyspa znalazła się pod okupacją niemiecką. Lotnisko stało się wtedy punktem stacjonowania samolotów Luftwaffe.
W czasie okupacji na lotnisku zostały dobudowane hangary i drogi kołowania.

#### Po wyzwoleniu wyspy
Po wyzwoleniu wyspy w 1945 r. szybko przywrócono połączenia lotnicze. W ciągu pierwszych lat po wojnie lotnisko pobiło rekord obsłużonych pasażerów – w 1947 z lotniska skorzystało ok. 113 000 podróżnych.
Rezultatem tak dużego ruchu była decyzja o przedłużeniu pasa startowego, zainstalowania nowych systemów telekomunikacyjnych oraz wybudowaniu nowego hangaru.

### Lata 50 i 60 XX w.
W latach 50 XX w. wyspa Jersey stała się wakacyjnym rajem, a wszystko to przez kilka czynników którymi były m.in.: niewielka odległość od kontynentu, okazja do zrobienia wolnocłowych zakupów, bardzo dobrze prowadzone hotele i pensjonaty oraz możliwość dostania się na wyspę samolotem.
W 1955 roku z lotniska na Jersey skorzystało ponad 383 000 pasażerów, ujawniło to że podróże lotnicze są dużo bardziej popularne niż podróże morskie.
Oprócz zwiększenia liczby pasażerów, w latach pięćdziesiątych zbudowano nowy asfaltowy pas startowy, oraz nową bardziej wygodną drogę dojazdową do lotniska.
Pod koniec lat 50 ujawniono, że lotnisko przynosi dochód w wysokości ponad 5 milionów funtów rocznie.
W latach 60 XX wieku liczba operacji lotniczych i pasażerów nadal rosła, a oprócz turystów z Francji i Wielkiej Brytanii zaczęli pojawiać się goście z bardziej oddalonych krajów. Wówczas też poza przewozami pasażerskimi mocno rozwinęły się przewozy towarowe – z wyspy odlatywały samoloty z lokalnymi produktami, jak i na wyspę przylatywały podobne samoloty, tylko że załadowane bardziej egzotycznymi towarami.
W 1965 roku rozbudowano pas startowym – dzięki tej rozbudowie lotnisko na Jersey mogło obsługiwać samoloty odrzutowe.
W tamtych czasach bardzo dobrze prosperował też działający przy lotnisku aeroklub (Jersey Aero Club), dzięki niemu licencję pilota uzyskało ponad 40 osób.
Pod koniec lat 60 do istniejącego terminala dobudowano dwa nowe skrzydła w których miały znajdować się biura administracji, restauracje i bar.

### Lata 70. i 80. XX wieku
W latach 70. XX wieku zmienił się wygląd lotniska: wybudowano nowy radar, stację meteorologiczną raz nową wieżę kontroli lotów, a pasażerowie mogli korzystać z nowych sklepów w terminalu.
W latach siedemdziesiątych lotnisko Jersey stało się szóstym najbardziej ruchliwym lotniskiem w Europie.
W sierpniu 1975 liczba pasażerów korzystających z lotniska wyniosła 104 000.
W latach osiemdziesiątych problem związany z hałasem powodowany przez samoloty odrzutowe został rozwiązany – na trasach z i na wyspę zaczęto używać nowocześniejszych samolotów które emitują mniej hałasu.

### Lata 90. XX wieku
W latach 90. XX wieku pojawiły się plany na budowę nowego większego terminalu będącego w stanie pomieścić coraz większą liczbę pasażerów, a także pogodzić nowe wymagania dotyczące bezpieczeństwa. Dane z 1994 r. wykazały, że na przebudowę istniejącego terminala potrzeba od 15 do 17 milionów funtów.
Przebudowany terminal lotniska został otwarty w 1997 roku, zapewniając pasażerom więcej miejsca i więcej udogodnień.

### Lata 2000 –
W 2006 roku na lotnisku Jersey wdrożono program dynamicznego rozwoju którego celem było ściągnięcie na lotnisko tanich przewoźników takich jak EasyJet, Jet2.com czy Air Berlin oraz otwarcie nowych tras które zapewniły by lepsze możliwości dostania się na wyspę.
W latach 2007–2009 przeprowadzono gruntowny remont pasa startowego w który wchodziło zregenerowanie nawierzchni oraz jego przeprofilowanie.
W 2010 roku oddano do użytku nową wieże kontroli lotów.
Do marca 2020 lotnisko Jersey było ważnym portem docelowym dla nieistniejących już linii lotniczych Flybe.
Obecnie port lotniczy Jersey jest główną bazą operacyjną lokalnych linii lotniczych Blue Islands.

## Linie lotnicze i połączenia
| Linia lotnicza  | Kierunek |
| --------------- | --- |
| Aer Lingus      | Sezonowo: 1. Belfast-City 2. Dublin |
| Blue Islands    | 1. Birmingham 2. Bristol 3. East Midlands 4. Exeter 5. / Guernsey 6. Southampton Sezonowo: 1. Dublin 2. Ibiza 3. Praga 4. Norwich 5. Rennes               |
| British Airways | 1. Londyn-Gatwick (od 23 maja 2024) 2. Londyn-Heathrow Sezonowe czartery: 1. Palma de Mallorca                                                            |
| Eastern Airways | Sezonowo: 1. Humberside 2. Teesside |
| EasyJet         | 1. Belfast-International 2. Birmingham (od 2 kwietnia 2024) 3. Glasgow 4. Liverpool 5. Londyn-Gatwick 6. Londyn-Luton 7. Manchester Sezonowo: 1. Edynburg |
| Eurowings       | Sezonowo: 1. Düsseldorf |
| Finist'air      | Sezonowo: 1. Brest-Bretagne |
| Jet2.com        | Sezonowo: 1. East Midlands 2. Leeds/Bradford 3. Newcastle                                                                                                 |
| Lufthansa       | Sezonowo: 1. Monachium |